# 1. FC Union Solingen
Der 1. FC Union Solingen war ein Fußballverein aus Solingen. Der Verein wurde im Jahre 1990 als Nachfolgeverein der konkursbedingt aufgelösten SG Union Solingen gegründet und spielte sieben Jahre lang in der damals viertklassigen Oberliga Nordrhein. Im Jahre 2012 wurde der 1. FC Union Solingen nach einem Insolvenzverfahren aufgelöst.

## Geschichte

### Vorgängerverein SG Union Solingen
Die SG Union Solingen entstand am 24. Juli 1974 durch die Fusion des OSC Solingen – dieser Verein hieß bis April 1974 Union Ohligs – und des VfL Solingen-Wald. Zuvor scheiterte eine Fusion des VfL Solingen-Wald mit VfB Wald und dem SV Weyer. Die beiden letztgenannten Vereine fusionierten ein Jahr später zum VfB Solingen.
Unter dem Namen SG Union Solingen gelang im Jahre 1975 der Aufstieg in die 2. Bundesliga Nord. Sechs Jahre später qualifizierte sich die SG Union für die eingleisige 2. Bundesliga. In der Saison 1983/84 erreichten die Solinger mit dem fünften Tabellenplatz ihren sportlichen Zenit. Ein Jahr später erreichte die Mannschaft im DFB-Pokal das Viertelfinale, wo sie mit 1:2 an Borussia Mönchengladbach scheiterte. Im Jahre 1989 stieg die SG Union aus der 2. Bundesliga ab und wurde ein Jahr später in die Verbandsliga durchgereicht. Gleichzeitig musste der Verein Insolvenz anmelden und wurde aufgelöst.

### Fahrstuhljahre (1990 bis 2007)
Als Nachfolgeverein wurde am 21. Mai 1990 der 1. FC Union Solingen gegründet. Obwohl es sich um eine Neugründung handelte, konnte die erste Mannschaft in der Saison 1990/91 in der Verbandsliga Niederrhein starten. Im Jahre 1994 gewann Union die Meisterschaft und stieg in die damals viertklassige Oberliga Nordrhein auf. Trotz einer 0:7-Niederlage bei Meister Rot-Weiß Oberhausen konnte die Klasse knapp gehalten werden. Als Drittletzter der Saison 1995/96 mussten die Solinger wieder zurück in die Verbandsliga.
In der Verbandsliga musste Union erneut gegen den Abstieg kämpfen. Im Jahre 1998 folgte der Abstieg in die Landesliga, wobei die Solinger nach dem freiwilligen Rückzug des FC Zons nur aufgrund des schlechteren Torverhältnis gegenüber dem VfB Speldorf den Kürzeren zogen. Ein Jahr später musste der Verein in ein Insolvenzverfahren. Nach dem erfolgreichen Abschluss gelang in der Saison 1999/2000 der Wiederaufstieg. Als Vizemeister hinter dem FC Kray setzten sich die Solinger in der Aufstiegsrunde durch. 8.500 Zuschauer sahen das entscheidende Spiel gegen TuRU Düsseldorf.
Zwei Jahre später wurde Union mit einem Punkt Vorsprung auf den SV Straelen Verbandsligameister und kehrte in die Oberliga Nordrhein zurück. Dort kämpfte die Mannschaft zunächst gegen den Abstieg und musste in der Aufstiegssaison eine 1:8-Niederlage beim Wuppertaler SV hinnehmen. Sportlicher Höhepunkt der Ära war der achte Platz in der Saison 2004/05. Ein Jahr später konnte Union nur dank des besseren Torverhältnis gegenüber dem FC Junkersdorf die Klasse halten. Am 22. Februar 2007 musste der Verein Insolvenz beantragen, konnte den Antrag aber im Mai 2007 zurückziehen. Dennoch stieg die Mannschaft als Vorletzter ab.

### Niedergang (2007 bis 2012)
In der Saison 2008/09 kämpfte die Mannschaft aussichtsreich um die Meisterschaft der Niederrheinliga. Im März 2009 wurde der ehemalige deutsche Nationalspieler Thomas Brdarić für das Amt des sportlichen Leiters verpflichtet. Nachdem es in der Folgezeit zwischen dem Trainer Frank Zilles und dem Vorstand sowie der sportlichen Leitung immer wieder zu Konflikten kam, reagierte der Union-Vorstand am 12. Mai 2009 und beurlaubte Frank Zilles und sein Team mit sofortiger Wirkung. Bereits am selben Abend übernahm Brdarić als Interimstrainer das Training. Zeitgleich wurde der ehemalige bosnische Nationaltrainer Enver Ališić als Co-Trainer installiert. Am Saisonende wurde Union mit drei Punkten Rückstand auf den VfB Speldorf Vizemeister. Gleichzeitig verließen Geschäftsführer Christian Deutzmann, Enver Ališić und schließlich auch Thomas Brdarić den Verein.
In der folgenden Spielzeit 2009/10 stiegen die Solinger als abgeschlagener Tabellenletzter in die Landesliga ab. Am 29. Juni 2010 wurde erneut ein Antrag auf ein Insolvenzverfahren eingeleitet und die Mannschaft aus der Landesliga zurückgezogen. Der Restvorstand des Vereins trat im Anschluss daran zurück. Zwischenzeitlich war ein Übertritt von Teilen der ersten Mannschaft zum Bezirksligisten BSC Aufderhöhe und eine Umbenennung dieses Vereins in BSC Union Solingen im Gespräch. Nach einem Jahr Abstinenz im Herrenfußball nahm die Seniorenabteilung des 1. FC Union den Spielbetrieb in der Bezirksliga Niederrhein 2 wieder auf und stieg als Tabellenletzter ab. Im Jahre 2012 endete das Insolvenzverfahren und der 1. FC Union wurde aufgelöst.

## Erfolge
- Meister Verbandsliga Niederrhein: 1994, 2002
- Meister Landesliga Niederrhein: 2000

## Persönlichkeiten
- Enver Ališić
- Thomas Brdarić
- Sven Demandt
- Ousseynou Dione
- Özkan Gümüş
- Jonny Hey
- Robin Himmelmann
- Markus Högner
- Thomas Hübener
- Bernd Klotz
- Carsten Krämer
- Dennis Malura
- Edmund Malura
- Babacar N’Diaye
- Helmut Pabst
- Peter Radojewski
- Berkan Yıldırım
- Gerd Zewe
- Frank Zilles

## Stadion

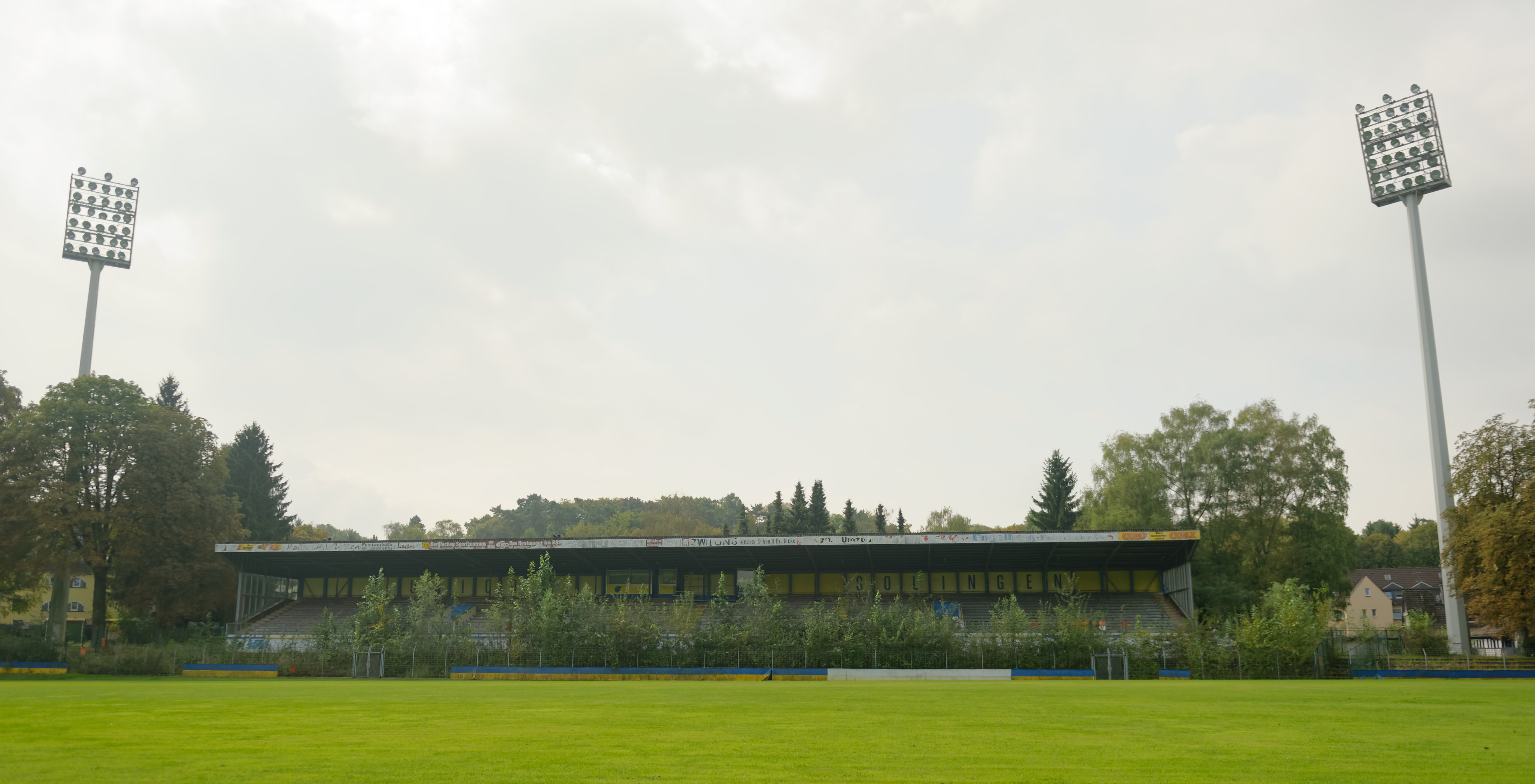
Stadion am Hermann-Löns-Weg

Der 1. FC Union Solingen trug seine Heimspiele im 1929 erbauten Stadion am Hermann-Löns-Weg aus. Das in den Jahren 1950 und 1985 renovierte reine Fußballstadion bot Platz für etwa 16.000 Zuschauer. Im Juni 2006 wurde die Kapazität des Stadions auf 5.000 Zuschauer begrenzt, da eine städtische Begehung erhebliche Verstöße gegen die Versammlungsstättenverordnung zutage brachte. Im Jahr 2009 wurde die 1985 erbaute Flutlichtanlage stillgelegt, da ein nötiges Notstromaggregat aus Kostengründen nicht von der Stadt Solingen erneuert wurde.
Weitere Renovierungsmaßnahmen im Stadion, die im Jahr 2009 hätten ausgeführt werden sollen, wurden von der Stadt ebenfalls aus Kostengründen gestrichen. Das Stadion ist mittlerweile abgerissen, auf der Fläche des ehemaligen Stadions sind nun Häuser und Wohnungen entstanden.

## Erbfolgekonflikt
Seit 2010 streiten die Vereine OFC Solingen (seit 2018: 1. FC Solingen, seit 2024: 1. FC Sport-Ring Solingen) und BSC Union Solingen darum, wer der legitime Nachfolgeverein des 1. FC Union Solingen ist. Auf Seiten des BSC Union wird der OFC bzw. 1. FC ignoriert. Andersherum wird der BSC Union vom OFC-Umfeld weiterhin als BSC Aufderhöhe bezeichnet.  Der Vorgang ist vergleichbar mit den Leipziger Vereinen BSG Chemie Leipzig und SG Sachsen Leipzig, die sich von 2011 bis zur Insolvenz der SG Sachsen Leipzig im Jahr 2014, wie auch der im selben Jahr gegründete LFV Sachsen Leipzig, als Nachfolgevereine des aufgelösten FC Sachsen Leipzig sahen bzw. sehen.

### 1. FC Sport-Ring Solingen
Nachdem gegen den 1. FC Union Solingen im Jahre 2010 das Insolvenzverfahren beantragt wurde, gründeten ehemalige Vorstandsmitglieder, Sponsoren und Fans am 7. Dezember 2010 den OFC Solingen. Der neue Verein verstand sich als Nachfolger des Ohligser FC 06, einen Vorgängerverein des insolventen 1. FC Union Solingen. Darüber hinaus sollte der neue Club der Jugendabteilung eine Perspektive geben. Der Großteil der Union-Anhänger sowie der Nachwuchsspieler schloss sich dem neuen Verein an. In der Saison 2011/12 startete der OFC in der Kreisliga C und schaffte auf Anhieb ungeschlagen den Aufstieg in die Kreisliga B.
Dort lief zeitweilig der ehemalige deutsche Handball-Nationaltorhüter Chrischa Hannawald als Stürmer für den OFC auf. 2016 gelang dann der Aufstieg in die Kreisliga A. Am 25. Juni 2018 erfolgte die Umbenennung des Vereins in 1. FC Solingen. Mit dem Namenswechsel will der Club sich stadtweit und überregional bekannter machen. Größter Erfolg war der dritte Platz in der Saison 2018/19. Im Sommer 2020 verpflichtete der Verein den Ex-Profi Dennis Malura. Am 1. Juli 2023 fusionierte der 1. FC Solingen mit den Vereinen Sport-Ring Solingen-Höhscheid 1880/2019 und Osmanlispor Solingen zum 1. FC Sport-Ring Solingen.
Heimspielstätte des 1. FC Solingen war seit 2018 die Herbert-Schade-Sportanlage im Ortsteil Krahenhöhe. Das Stadion wurde nach dem Leichtathleten und Olympiateilnehmer Herbert Schade benannt. Der Solinger LC nutzt ebenfalls die Anlage. Zuvor nutzte der 1. FC Solingen das Stadion am Hermann-Löns-Weg, welches im Herbst 2018 abgerissen wurde. Ab Sommer 2023 zog der 1. FC Sport-Ring Solingen auf den Sportplatz Neuenkamper Straße um.

### BSC Union Solingen
Eine Gruppe um André Altmann, den ehemaligen Jugendleiter des 1. FC Union, setzte sich für den Zusammenschluss mit dem in der Kreisliga A spielenden BSC Aufderhöhe ein, der im April 2012 vollzogen wurde. Auf der Gläubigerversammlung am 15. Juni wurde dem Verkauf der Namensrechte der Union an den BSC Aufderhöhe zugestimmt, welcher sich daraufhin in BSC Union Solingen umbenannte. Obwohl der 1. FC Union zu diesem Zeitpunkt nicht mehr existierte, bewertete Altmann den Vorgang als Fusion. Im Dezember 2015 verhandelte der BSC Union mit dem VfB Solingen über eine Fusion, die von den Union-Mitgliedern jedoch abgelehnt wurde.
Im Jahre 2014 stieg der BSC Union in die Bezirksliga auf und musste drei Jahre später wieder absteigen. Im Dezember 2017 wurde die erste Mannschaft, die zu diesem Zeitpunkt den letzten Platz der Kreisliga A belegte, vom Spielbetrieb abgemeldet. Seitdem tritt der BSC Union in der Kreisliga B an. Heimspielstätte ist die Bezirkssportanlage Brabant.